# Matthew McDonough
Matthew McDonough (ur. 12 marca 1969 w Rockford w stanie Illinois) – amerykański muzyk i perkusista, założyciel grupy Mudvayne.
McDonough jest jednym z założycieli Mudvayne. Grupa powstała w 1996 roku i McDonough występował w niej od samego początku aż do rozpadu w 2010 roku. W 2021 r. grupa się reaktywowała i McDonough wziął w niej udział.
Oprócz Mudvayne, McDonough udzielał się także w grupie Audiotopsy gdzie występował wraz z gitarzystą Mudvayne, Gregiem Tribbettem. Opuścił zespół w 2021 roku.

## Dyskografia
Audiotopsy
- Natural Causes (2015)
- The Real Now (2018)